# Nathanael Matthaeus von Wolf
Nathanael Matthaeus von Wolf (28 de enero de 1724, Conitz (hoy Chojnice) - 15 de diciembre de 1784, Danzig (hoy Gdańsk) fue un científico, médico, naturalista, astrónomo alemán. Gran parte de su vida transcurrió en Danzig.
Von Wolf estudió medicina en la Universidad de Erfurt y recibió su M.D. en 1748. Fue médico personal de Teodor Kazimierz Czartoryski: príncipe obispo de Poznan, hasta su deceso en 1768. Luego abrirá su consultorio particular en 1769 en Tczew, y posteriormente en Danzig (hoy Gdańsk) en 1772.

## Honores
Fue miembro de la Naturforschende Gesellschaft (Sociedad de Estudios de Danzig), dejándoles sus colecciones, y un gran apoyo a la construcción de un planetario.
Electo miembro de la Royal Society en 1777.
El 10 de mayo de 1785, a pocos meses luego de su deceso, el médico de Danzig Phillipp Adolph Lampe celebró un memorial (Gedaechtnisrede for "v. Wolf, nació 28 de enero de 1724 en Conitz, Westpreussen") en la "Sociedad de Estudios de Danzig.

## Obra
- Wolf (Nathanael Matheus von) 
  - Genera et Species Plantarum vocabulis charactericis definita. Marienwerder, Typis Joan. Jac. Kanteri, 1781
  - Genera Plantarum, Vocabulis characteristica... S.l. 1776
  - Concordantia Botanica. (A la fin) Dantisci, Muller, 1780

- La abreviatura «Wolf» se emplea para indicar a Nathanael Matthaeus von Wolf como autoridad en la descripción y clasificación científica de los vegetales.[2]